# Terry Winograd
Terry Allen Winograd (Takoma Park, 24 febbraio 1946) è un informatico statunitense, professore di informatica alla Stanford University.
Winograd è noto nel mondo della filosofia della mente e dell'intelligenza artificiale per il suo lavoro pioneristico sul linguaggio naturale con la realizzazione nel 1972 del programma SHRDLU.